# Großwalbur
Großwalbur ist ein Gemeindeteil von Meeder im oberfränkischen Landkreis Coburg.

## Geographie
Das Pfarrdorf liegt etwa zwölf Kilometer nordwestlich von Coburg, eingebettet in eine Quellmulde, am Fuß der Langen Berge und des Rodacher Hügellandes. Durch den Ort fließen im breiten Wiesental die Bäche Walbur und Krautbrünnleinsgraben. 0,5 Kilometer westlich von Großwalbur liegt an der Walbur Fuchsmühle⊙ und 3,0 Kilometer östlich an der Walbur Kirchbergsmühle⊙. Großwalbur ist planmäßig als Rechteck um die von Fechheim im Osten nach Schweighof im Westen verlaufende fränkische Straße angelegt. Die höchste Erhebung ist der Reichberg mit der Reichberglinde mit 382 m ü. NN, die Kirche St. Oswald steht auf einer Höhe von etwa 311 m ü. NN.

## Geschichte
Großwalbur feiert 833 als Geburtsjahr. In einer Urkunde des Klosters Fulda aus der Amtszeit des Abtes Ratgar, die auf 802 bis 817 datiert wird, wurde Großwalbur erstmals genannt, als Graf Erpho Eigengüter, unter anderem in Walbur (Ualabure), dem Kloster übergab. Die Urkunde beruht auf einer verkürzten Abschrift im 'Codex Eberhardi' aus dem 12. Jahrhundert. Weitere Nennungen in Urkunden des Klosters folgten im Jahr 837.:S. 10 Der Ort war als Siedlung im Schutze einer Umwallung in der Zeit der fränkischen Besiedlung zwischen 500 und 800 entstanden.:S. 51 Innerhalb der Wehranlage, bestehend aus einem Dorfgraben und einer Wallanlage, entstand etwa im 12. Jahrhundert eine Wehrkirche. Ende des 19. Jahrhunderts wurden die Wehranlagen eingeebnet.
Anfang des 14. Jahrhunderts lag Großwalbur im Herrschaftsbereich der Henneberger. 1353 kam der Ort mit dem Coburger Land im Erbgang zu den Wettinern und war somit ab 1485 Teil des Kurfürstentums Sachsen, aus dem später das Herzogtum Sachsen-Coburg hervorging.
1469 wurde Großwalbur, das zuvor zum Sprengel der Pfarrei Oettingshausen beziehungsweise zur Urpfarrei Heldburg gehört hatte, selbstständige Pfarrei. 1873 erfolgte eine Vereinigung der Kirchgemeinde mit der Pfarrei Breitenau, die 1999 endete. Großwalbur gehörte zum Amt und Gericht Rodach.
Im Dreißigjährigen Krieg plünderten 1632 kaiserliche Truppen unter General Graf Lamboy das Dorf. Betrug die Einwohnerzahl 1632 noch zwischen 400 und 450 Personen, war sie bis 1636 auf 164 Personen gesunken, von denen die meisten krank waren. Gab es 1630 in dem Ort noch 150 Rinder, 50 Pferde und 80 Schafe, waren es 1647 nur noch 4 Rinder.
Bezüglich des Grundbesitzes war Großwalbur ein vermengtes Dorf. Außer edelfreier Adelsgeschlechter waren auch Nichtadelige, die Kirche und Behörden Lehnsherren. 1618 gab es außer einem Herrenhof und einem herrschaftlichen Kleinhof fünf Güter und 75 Sölden. Der Herrenhofbauer hatte 1673 den Kleinhof erworben, womit das herrschaftliche Kammergut Großwalbur entstanden war, das 1868 aufgelöst wurde. 1849 wurde das Lehnswesen aufgehoben. Eine Flurbereinigung erfolgte zwischen 1913 und 1930.
1713 erhielt Großwalbur das Braurecht. Es entstand ein Gemeindebrauhaus und 1878 wurde eine Genossenschaftsbrauerei eröffnet, die 1896 zwei Familien als Brauerei Beiersdorfer & Bohl weiterbetrieben. Im Jahr 1902 übernahm Eduard Beiersdorfer den Betrieb. In den folgenden Jahrzehnten wurde das Bier der Brauerei E. Beiersdorfer in dem familieneigenen Gasthaus ausgeschenkt. Der Braubetrieb im Brauhaus am Stadtrand wurde 1985 eingestellt.
1869 wurde die Feuerwehr gegründet. Großfeuer gab es am 1. August 1895, bei dem sieben Gehöfte abbrannten, am 16. August 1900, als 16 Gehöfte zerstört wurden, und am 18. Mai 1925.

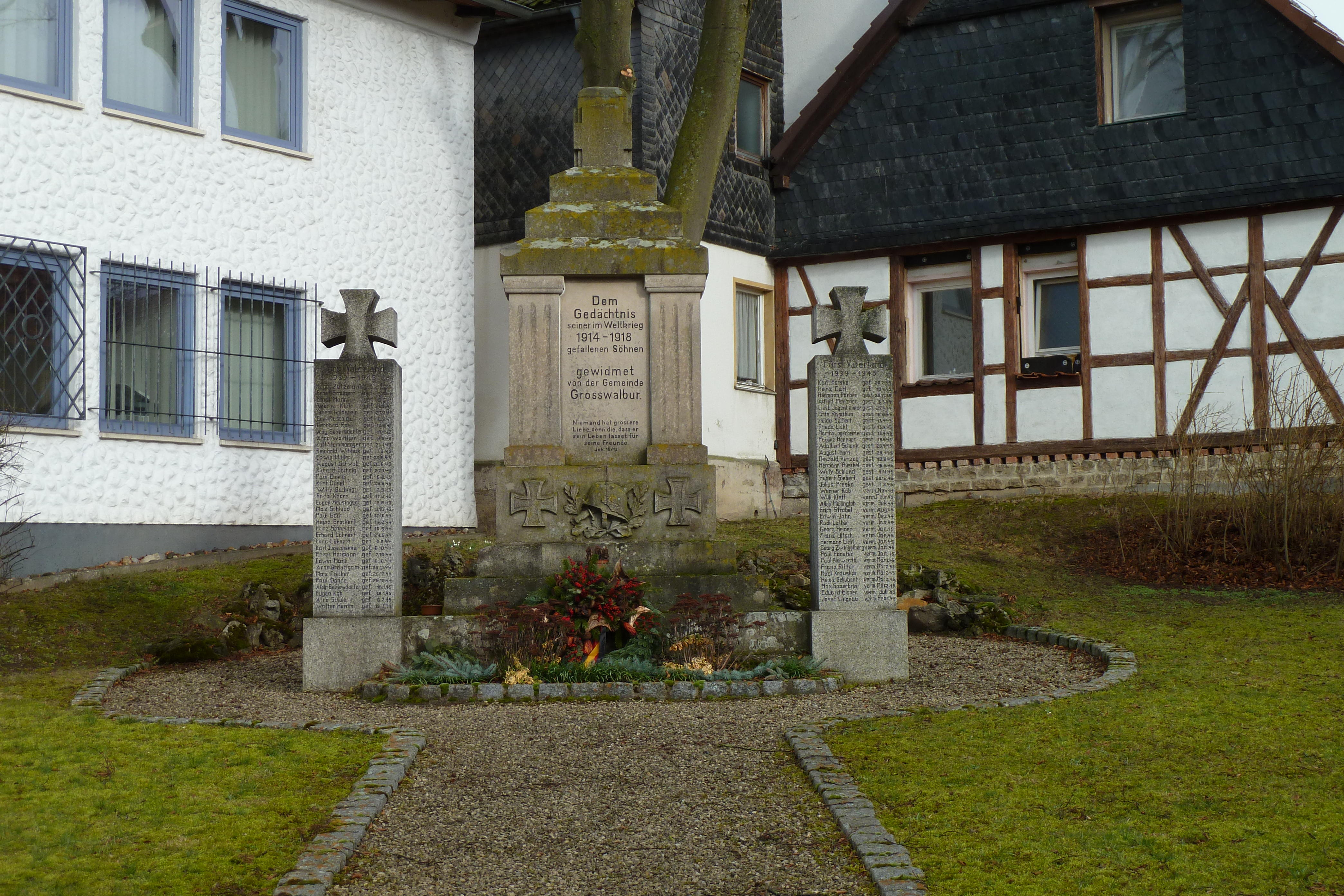
Kriegerdenkmal

Eine Schule hatte Großwalbur seit dem 16. Jahrhundert. Das erste Schulhaus wurde 1693 gebaut und 1862 erweitert. 1957 folgte ein Neubau für drei Klassen. 1872 wurde ein neuer Friedhof angelegt. 1859 wurde der Gesangsverein gegründet, 1864 folgten der Turnverein und eine Musikkapelle. Seit 1892 besteht mit der Bahnstrecke Coburg–Bad Rodach ein Anschluss an das Eisenbahnnetz. Zu dem Ort gehörten die Einöden Fuchsmühle und Kirchbergsmühle.
In einer Volksbefragung am 30. November 1919 stimmten vier Großwalburer Bürger für den Beitritt des Freistaates Coburg zum thüringischen Staat und 190 dagegen. Am 1. Juli 1920 wurde der Freistaat Coburg mit dem Freistaat Bayern vereinigt.
Ein Kriegerdenkmal nach einem Entwurf des Coburger Künstlers Otto Poertzel wurde am 29. August 1923 eingeweiht. Aufgrund einer Verteidigungsstellung der Wehrmacht wurden am 10. April 1945 kurz vor Kriegsende 13 Gebäude durch  Artilleriebeschuss der vorrückenden Truppen der 3. US-Armee ein Raub der Flammen.
Am 1. Mai 1978 wurde Großwalbur ein Gemeindeteil der Gemeinde Meeder.
1987 hatte das Dorf 789 Einwohner und 200 Wohnhäuser.

## Einwohnerentwicklung
| Jahr | Einwohnerzahl |
| ---- | ------------- |
| 1693 | 326:S. 61     |
| 1783 | 439:S. 61     |
| 1864 | 631:S. 126    |
| 1910 | 556           |
| 1925 | 564           |
| 1950 | 892           |
| 1970 | 774           |
| 1987 | 789           |
| 2004 | 748           |

## Kirche

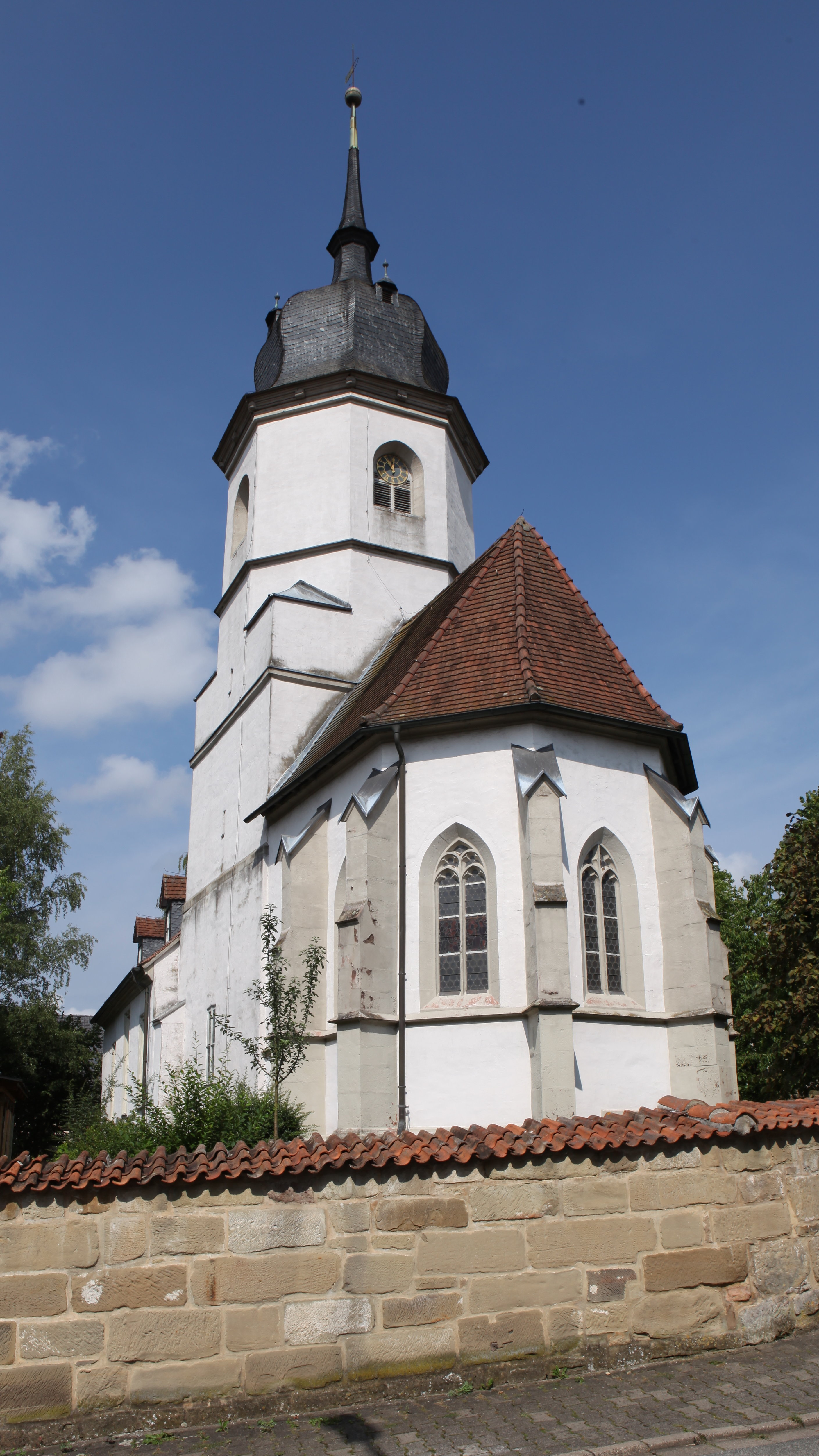
Pfarrkirche St. Oswald

Die evangelisch-lutherische Pfarrkirche St. Oswald geht mit ihrem gotischen Chor mit Kreuzrippengewölbe zurück ins Jahr 1477. Das Langhaus in seiner heutigen Form als Satteldachbau wurde 1748 errichtet. Die achteckige Form des Turms stammt aus dem 16. Jahrhundert. Zur Ausstattung siehe Kanzel (Großwalbur).